# Milos György
Milos György Miklós (Bécs, 1876. december 5. – Budapest, 1939. december 22.) közgazdasági író, bankigazgató, kormányfőtanácsos.

## Életpályája
Milos György (1834–1882) és Wolf Antónia (1844–1917) fiaként született. Középiskolai tanulmányait a Kegyes-tanítórendek Budapesti Főgimnáziumában végezte (1886–1894). A Budapesti Kereskedelmi Akadémia elvégzését követően, 1895. október 21-én a Pesti Hazai Első Takarékpénztárnál helyezkedett el bankhivatalnokként. Karrierje gyorsan ívelt felfelé: az első világháború idején (1915 májusától) már igazgatói minőségben volt jelen a cégnél. 1919 februárjában kinevezték ügyvivő igazgatóvá, majd alig tíz évvel később, 1928-ban vezérigazgató-helyettes lett. 1923-ban a hazai közgazdasági élet terén kifejtett érdemes tevékenysége elismeréséül megkapta a kormányfőtanácsosi címet. 1939. május 22-én vezérigazgatóvá nevezték ki. Nevéhez köthető a pénzintézeti alkalmazottak sportligájának megszervezése. 1920-tól ő vezette a bankközi egyesület jótékonysági bizottságát, mely a tudományos és kulturális, a közérdekű és hazafias célú, valamint az egészségügyi, a gyermekegészségi és gyermekvédelmi, illetve a sport és az általános karitatív támogatások elosztásáról döntött. Halálát a Bálvány utca 12. szám alatt a szív koszorús ereinek elzáródása okozta.
Gyakran publikált pénz- és hitelügyi témákban a Pesti Tőzsde című közgazdasági hetilap hasábjain.

## Családja
Felesége Vancsó Gizella (1881–?) volt, Vancsó Gyula ügyvéd, országgyűlési képviselő és Vargha Gizella lánya, akit 1904. november 19-én Budapesten, a Józsefvárosban vett nőül.
Gyermekei:
- Milos Endre (1905–?) bankhivatalnok. Felesége Vangel Etelka (1911–?).
- Milos Mária (1907–1940). Elhunyt 33 éves korában tüdőgümőkór következtében.
- Milos Erzsébet Edit Mária Margit (1908–?). Férje Fellner György (1896–1976) nagyiparos, Fellner Henrik fia.

## Díjai, elismerései
- Magyar Érdemrend középkeresztje a csillaggal